# Rockbridge (Wisconsin)
Rockbridge – miasto w Stanach Zjednoczonych, w stanie Wisconsin, w hrabstwie Richland.